# یونیورسیتی هایتس (آیووا)
یونیورسیتی هایتس (به انگلیسی: University Heights) شهری در ایالت آیووا کشور ایالات متحده آمریکا است که جمعیت آن در سرشماری سال ۲۰۱۰ میلادی، ۱٬۰۵۱ نفر بوده‌است.